# Jacques Iekawé
Jacques Iénéic Iekawé (né le 10 avril 1946 à Tiga en Nouvelle-Calédonie et mort le 10 mars 1992 à Auckland en Nouvelle-Zélande) est un haut fonctionnaire français. Promoteur de la culture et de l'identité kanakes, il milite, comme son père avant lui, à l'Union calédonienne, parti autonomiste puis indépendantiste à partir de 1977,.  

## Biographie

### Origines et enfance
Jacques Iénéic Iekawé est né le 10 avril 1946, dans la tribu kanake et l'île de Tiga, la plus petite des quatre îles Loyauté en Nouvelle-Calédonie, entre Lifou et Maré. Il est le fils biologique unique de Gope Laguisse Iekawé (1er juin 1915, Tiga) et de Vaiea Lewene (1922-1963). Son père, opérateur-radio aux Postes, télégraphes et téléphones (PTT) et diacre protestant, a contribué à fonder en janvier 1947 l'Association des indigènes calédoniens et loyaltiens français (AICLF, association politique de défense des droits des Mélanésiens appuyée sur les missions protestantes) puis en février 1953 l'Union calédonienne (UC, parti politique autonomiste et centriste créé par la réunion de ces associations confessionnelles kanakes et par des « Caldoches » autour du slogan « Deux couleurs, un seul peuple »). Gope Laguisse Iekawé est d'ailleurs élu à l'Assemblée territoriale de Nouvelle-Calédonie sous les couleurs de ce mouvement, alors principale force politique de l'archipel, d'abord pour la circonscription du Sud d'octobre 1957 à octobre 1958, en remplacement de Rock Pidjot (nommé ministre au conseil de gouvernement de Nouvelle-Calédonie), puis de décembre 1958 à avril 1962 à la place de Jean Le Borgne (lui-aussi en raison de sa nomination au conseil de gouvernement), et ensuite pour la circonscription des îles Loyauté d'avril 1962 à juillet 1967. Jacques Iekawé a deux sœurs adoptives, Monique et Anne-Marie. Jacques Iekawé passe sa petite enfance à Tiga, avant de rejoindre Nouméa pour suivre sa scolarité.

### Scolarité et études
Il suit ainsi toute sa scolarité primaire puis secondaire dans le chef-lieu du Territoire, d'abord au foyer protestant (où avait également été inscrit son père), puis à l'école primaire Frédéric-Surleau au centre-ville puis au lycée Lapérouse, faisant ainsi partie de la première génération de Mélanésiens à pouvoir suivre une formation complète dans des établissements publics, jusqu'au baccalauréat. Une fois titulaire de ce diplôme, il part en 1966 en France métropolitaine pour poursuivre ses études, à la faculté de droit de l'université de Bordeaux. Il finit licencié en droit et diplômé de l'Institut d'études politiques de Bordeaux en 1970. Il rentre alors en Nouvelle-Calédonie pour effectuer son service militaire en tant que volontaire à l'aide technique (VAT) au service d'études et de législation du Territoire. 
Le 1er septembre 1971, il est déclaré reçu au concours direct, ouvert en juin de la même année, pour le recrutement de chefs d'administration du cadre d'administration générale de Nouvelle-Calédonie, aux côtés de Max Chivot. Étant encore VAT, il est nommé stagiaire le 1er juin 1972, toujours au sein du service d'études et de législation. Il est titularisé le 1er juin 1973, devenant le premier Kanak à entrer dans ce corps.

### Un fonctionnaire promoteur de la culture, de l'identité et de l'insertion économique des Kanaks (1972-1981)
Dès le début de sa carrière, Jacques Iekawé s'investit dans la mise en valeur et la promotion de la culture mélanésienne de Nouvelle-Calédonie, longtemps délaissée au second plan. En 1972, il est, avec Joseph Caihe, le coresponsable de la délégation néo-calédonienne au premier festival des arts du Pacifique qui se tient à Suva aux Fidji.
Il est nommé chef adjoint du service d'études et de législation le 1er septembre 1973, chargé du fonctionnement du Bureau d'information administrative. En cette qualité, il assure l'intérim de la fonction de chef de service, en l'absence du titulaire Jean-Marie Somny, jusqu'au 16 février 1974, puis de nouveau du 11 octobre 1976 au 24 février 1977.
Il fait alors partie d'une jeune génération de fonctionnaires natifs de l’archipel, dont de nombreux Kanaks, qui entoure le secrétaire général de la Nouvelle-Calédonie Michel Levallois pour préparer les parties concernant la Nouvelle-Calédonie du VIIe Plan (1976-1980), et y inclure surtout des mesures favorisant la « promotion mélanésienne ». Parmi eux se retrouvent, outre Jacques Iekawé, Jean-Marie Tjibaou, Philippe Missotte, Bernard Attali ou Bernard Ohlen. En effet, cette question est alors au cœur de la politique culturelle de l'État face à la montée du mouvement contestataire au sein de la jeunesse (les groupes « Foulards rouges », « 1870 », « Awa », portant des revendications foncières et identitaires appelées « réveil kanak ») et à l'entrée dans une crise économique (avec la fin du « boom du Nickel » après le premier choc pétrolier de 1971-1973), sociale, politique et « morale ». Une sous-commission à la « promotion océanienne » est ainsi créée au sein de la commission du Plan, pour faire discuter notables mélanésiens, européens et fonctionnaires. Jacques Iekawé est tout particulièrement chargé du groupe « Problèmes juridiques, dévolution successorale et coutume » au sein de cette sous-commission et de rédiger un rapport sur les aspirations de la jeunesse mélanésienne et faire des propositions pour y répondre, dont les conclusions, présentées le 17 juillet 1974 devant l'Assemblée territoriale de Nouvelle-Calédonie, sont résumées ainsi par Michel Levallois : « les Mélanésiens veulent accéder à la richesse, à la puissance, à la liberté individuelle qu'ils voient attachées au monde des Blancs ; mais ils veulent rester aux-mêmes, évoluer à partir de leurs propres références, à leur manière ; ils reconnaissent que leurs coutumes doivent être adaptées et rénovées, alors que, jusqu'à présente, elles ont été figées dans un immobilisme qui les a tuées. Ils demandent que les règles juridiques et institutionnelles qui forment l'armature de la société européenne dans laquelle ils veulent entrer - habitat, crédit, mise en valeur agricole, formation des jeunes - soient, elles aussi, adaptées et aménagées selon des formules originales ». 
L'une des applications les plus symboliques de cette réflexion reste l'organisation, du 3 au 7 septembre 2015 à Nouméa, du premier festival des arts mélanésiens, Mélanésia 2000, porté par un Comité pour le développement présidé par Jean-Marie Tjibaou et composé de Jacques Iekawé, Henry Azapunia, Basile Citré et Philippe Missotte. Jacques Iekawé est tout particulièrement chargé des questions financières et il dessine avec Jean-Marie Tjibaou la trame de fond du jeu scénique « Kanaké ». Cette manifestation, qui regroupe des représentants de presque toutes les aires coutumières de Nouvelle-Calédonie, réveille chez les Kanaks un sentiment de dignité, et reçoit l'appui de Rock Pidjot, le député mélanésien, de son épouse Scholastique Pidjot, de Doui Matayo Wetta, de l'Église libre protestante, et de Jean Guiart, avec quelques réserves. Pour la première fois depuis bien longtemps, la culture kanake apparaît bien vivante, et est reconnue par l'ensemble des communautés composant l'archipel. Il reste ensuite un ami fidèle de Jean-Marie Tjibaou, son cousin, qui devient le chef de file du camp indépendantiste en tant que vice-président de l'UC à partir de 1977 puis président fondateur en 1979 du Front indépendantiste (FI) qui devient en 1984 le Front de libération nationale kanak et socialiste (FLNKS).  
Ensuite, Jacques Iekawé devient chef du service du Développement et de l'Éducation de base du Territoire, du 4 avril 1977 au 10 août 1981. Il est alors surtout le rapport général chargé de la mise en place du Fonds d'aide au développement de l'intérieur et des îles (FADIL), le premier outil financier, créé également dans le cadre du VIIe Plan par décision gouvernemental en 1975, devant permettre un rééquilibrage économique en faveur de la « Brousse » et des îles, et de là, indirectement et sans en faire explicitement mention, en direction des Mélanésiens. Il y travaille tout particulièrement à promouvoir les activités agricoles, d'élevage, de pêche, artisanales et de reboisement.

### Un dignitaire indépendantiste aux côtés de Jean-Marie Tjibaou (1981-1988)
Après la victoire de François Mitterrand à l'élection présidentielle le 10 mai 1981 et l'arrivée au pouvoir de la gauche aux législatives de juin 1981, avec le soutien localement de l'UC et plus généralement des indépendantistes, Jacques Iekawé est proposé par son parti pour intégrer la hiérarchie de la représentation de l'État en Nouvelle-Calédonie. Il est ainsi nommé, par arrêté du secrétaire d'État aux Départements et territoires d'outre-mer Henri Emmanuelli daté du 31 décembre 1981, secrétaire général adjoint de la Nouvelle-Calédonie et Dépendances, entrant en fonction le 17 janvier 1982. Il travaille alors aux côtés du secrétaire général du Territoire Alain Christnacht, dont il devient un proche, et le Haut-commissaire socialiste Christian Nucci. Il affirme alors clairement son engagement : « Lorsque nous revendiquons notre indépendance, c'est notre dignité que nous revendiquons ».
Puis, lorsque le Front indépendantiste forme une coalition avec les non-indépendantistes centristes de la Fédération pour une nouvelle société calédonienne (FNSC), Jean-Marie Tjibaou devenant le vice-président du conseil de gouvernement (et donc son chef politique, la présidence étant exercée de jure par le Haut-commissaire) le 18 juin 1982, Jacques Iekawé est nommé pour être le secrétaire général de cet exécutif à partir du 20 juillet 1982. Il cumule cette fonction avec celle de secrétaire général adjoint du Territoire. 
Toujours très engagé dans la promotion de la culture kanake et désormais du renforcement de son intégration régionale, il contribue à créer en octobre 1982 l'Office culturel scientifique et technique kanak (OCSTK). De plus, il est le directeur du Festival des arts du Pacifique de 1981 à 1984 avec pour mission d'organiser sa IVe édition à Nouméa du 8 au 22 décembre 1984, de nouveau avec Jean-Marie Tjibaou ainsi qu'avec le ministre responsable de cette question au sein du conseil de gouvernement territorial André Gopoea, le chef de file du Front indépendantiste à l'Assemblée territoriale et bras droit de Tjibaou Yeiwéné Yeiwéné, l'anti-indépendantiste Franck Wahuzue ou encore deux jeunes repérés par Iekawé : Rock Wamytan, qui avait déjà travaillé sous l'autorité de Jacques Iekawé pour le FADIL au début des années 1980 et qui prend la direction du comité d'organisation, et Néko Hnepeune, directeur de l'OCSTK. C'est tout particulièrement Jacques Iekawé qui recrute le musicien de Maré Warawi Wayenece pour produire l'hymne du festival avec pour mission de créer « une musique contemporaine représentant l’identité de la culture kanak », le résultat, finalement présenté à l'ensemble des pays et territoires d'Océanie à Tahiti en 1985, ayant été l'un des vecteurs de la diffusion du Kaneka. 
Quoi qu'il en soit, le rejet du statut d'autonomie proposé par le gouvernement français (dit statut Lemoine) en raison d'un désaccord sur la date et la composition du corps électoral du référendum d'autodétermination, la transformation du Front indépendantiste en Front de libération nationale kanak et socialiste (FLNKS) avec une nouvelle stratégie de recherche de l'indépendance par la lutte en septembre 1984 et le boycott des institutions et des élections territoriales du 8 novembre 1984 fait que la Nouvelle-Calédonie s'engage dans une période d'affrontements violents entre communautés et forces politiques, dite des « Événements » (1984-1988). De ce fait, le IVe Festival des arts du Pacifique qu'avait préparé Jacques Iekawé est annulé, et il cesse également d'être secrétaire général du conseil de gouvernement. Toutefois, indépendantiste modéré, il ne suit pas son mouvement dans la clandestinité et reste secrétaire général adjoint du Territoire sous l'autorité du nouveau haut-commissaire, l'ancien ministre gaulliste de gauche Edgard Pisani, recevant comme délégation d'être chef des services de l'État, chargé de la Coordination des services de l'État, des Relations avec le Territoire et de la Direction des services des Affaires communales le 4 décembre 1984 et servant ainsi de relai entre le gouvernement français et le Gouvernement provisoire de Kanaky constitué par Jean-Marie Tjibaou. Il est de plus nommé, par décret du président de la République François Mitterrand du 31 décembre 1984, sous-préfet hors cadre. 
Il se met ensuite en disponibilité le 1er janvier 1986 pour servir dans le secteur privé, en tant que secrétaire général de la Société Le Nickel (SLN),. Il reste proche de Jean-Marie Tjibaou et participe à la rédaction du projet de Constitution de la « Kanaky » présenté par le FLNKS à l'Organisation des Nations unies (ONU) en 1988. 

### Secrétaire général du Territoire et premier préfet néo-calédonien (1988-1992)
Après la signature des accords de Matignon par les partisans et les opposants à l'indépendance, sous la conduite du Premier ministre Michel Rocard, afin de rétablir la paix dans l'archipel après les événements sanglants d'Ouvéa d'avril et mai, Jacques Iekawé est nommé par décret du 22 juillet 1988 secrétaire général de la Nouvelle-Calédonie. Aux côtés du Haut-commissaire Bernard Grasset, il fait appliquer les décisions prises lors des accords et appliquées dans la loi de 1989 qui constitue le nouveau statut du Territoire pour une période transitoire de dix ans devant amener à un référendum d'autodétermination en 1998. Premier Kanak à avoir atteint la haute fonction publique d'État, ses fonctions comme sa proximité avec Jean-Marie Tjibaou, son cousin, lui vaut le respect voire une certaine aura au sein de la classe politique néo-calédonienne, de tout bord.
Il atteint alors l'apogée de sa carrière, devenant le premier préfet néo-calédonien (et a fortiori kanak) par décret pris en conseil des ministres du 8 mars 1990 en tant que préfet délégué pour la coopération régionale et le développement économique auprès du Haut-commissaire, toujours Bernard Grasset jusqu'au 11 janvier 1991, puis Alain Christnacht. Il promeut alors le rééquilibrage économique (et notamment minier) en faveur des Kanaks, le désenclavement des tribus, une meilleure gestion des ressources notamment en nickel ou de la mer ainsi qu'une plus forte intégration de la Nouvelle-Calédonie dans son environnement régional, dans la continuité de la stratégie du FLNKS qui est devenue membre à part entière du Groupe mélanésien Fer de lance au moment même ou Jacques Iekawé devenait préfet. Ainsi, il est à l'initiative du programme multidisciplinaire ZoNéCo (Zone économique de Nouvelle-Calédonie), associant les services de l'État, du Territoire, des trois Provinces et les instituts de recherche afin de rassembler et de rendre accessibles les informations nécessaires à l’inventaire, la valorisation et la gestion des ressources minérales et vivantes de la Zone économique exclusive (ZEE) de la Nouvelle-Calédonie,. 
Particulièrement actif en matière de coopération régionale, il pilote l'accession de la Nouvelle-Calédonie au statut de membre associé de la Commission économique et sociale pour l'Asie et le Pacifique (CESAP) et Commission des Géosciences appliquées des îles du Pacifique (SOPAC) en 1991,. Mais c'est surtout en direction de la Commission du Pacifique Sud (CPS), dont le but est de promouvoir le développement des compétences techniques, professionnelles, scientifiques et des capacités de recherche, de planification et de gestion des États et territoires du Pacifique insulaire avec le soutien de cinq puissances extérieures impliquées dans la région (l'Australie, la France, la Nouvelle-Zélande, les États-Unis et le Royaume-Uni), qu'il concentre ses efforts. Il milite activement pour le déménagement du siège de cette organisation, implantée depuis 1949 à Nouméa dans les bâtiments de l'ancien haut quartier général américain de la Seconde Guerre mondiale, dans de nouveaux bâtiments construits sur un site voisin en face de la plage de l'Anse Vata, face aux revendications des Fidji de déplacer ce siège sur leur territoire. 
Il se porte également candidat au poste de secrétaire général de la Commission du Pacifique Sud pour succéder au Gilbertin Atanraoi Baiteke. Soutenu par l'ensemble des formations politiques néo-calédoniennes mais aussi l'État, il est élu en octobre 1991 par les délégués des pays membres lors de la 31e Conférence ministérielle du Pacifique Sud qui se tient à Nukuʻalofa aux Tonga face au tongien Sione Kite, pour un mandat de trois ans devant commencer en juin 1992. Il est le premier francophone à être choisi pour ce poste. Parti en Nouvelle-Zélande pour parfaire ses compétences en anglais, il décède à Auckland le 10 mars 1992 à 45 ans et avant de pouvoir entrer en fonction, alors qu'il était traité pour un cancer qui venait de lui être diagnostiqué.

## Famille
Il épouse en 1972 Sidonie Haeweng (née à Lifou en 1955), dont il a eu cinq enfants, : 
- Bruno Saihmae Iekawé (1974), successivement collaborateur du non-indépendantiste Philippe Gomès (directeur de cabinet adjoint du président de la province Sud de 2004 à 2009 puis conseiller du président du gouvernement chargé des relations avec les provinces Nord et Îles, du suivi des affaires relevants des mines et du transport aérien et maritime intérieur de 2009 à 2011) puis de l'indépendantiste Anthony Lecren (chef de cabinet de ce membre UC du gouvernement chargé de l'Économie, du Logement, du Commerce extérieur et du Développement durable de 2011 à 2013), avant de rejoindre en 2013 le groupe Eramet (d'abord chargé des affaires publiques à la direction Communication et développement durable du groupe, ensuite chargé des relations réglementaires, puis chargé de mission auprès du directeur général de la SLN chargé des affaires publiques et réglementaires, Responsable RSE de la SLN et enfin chef du département sûreté de la SLN). Bruno Iekawé est, depuis le 1er février 2021, responsable du département RSE (Responsabilité Sociétale d'Entreprise) et Intégration Territoriale de la société calédonienne de production, de transport et de distribution électrique ENERCAL.

- Gilles Gope Laguisse Iekawé (1976), agent maritime et de maîtrise pour la SLN ;
- Christina Méri Iekawé ;
- Anthony Iénéic Iekawé (1986), pilote de ligne de la compagnie domestique Air-Calédonie puis pilote de ligne de la compagnie Aircalin[34].
- Nathalie Sélékë Iekawé

## Hommages
Son nom a été donné à plusieurs équipements ou infrastructures de Nouvelle-Calédonie.
Un immeuble contenant de nombreux services administratifs de la Nouvelle-Calédonie, en face du Haut-commissariat à Nouméa, a pris le nom de « Centre administratif Jacques-Iekawé ».
La société de production et de distribution d'électricité Enercal, dont il était un administrateur depuis 1989, donne ainsi son nom à sa centrale thermique à flamme inaugurée en 1993 à Népoui, sur le territoire de la commune de Poya.
La mairie de Nouméa dénomme le 19 avril 1994 l'une des artères majeures de la partie nord de la ville « rue Jacques-Iekawé », desservant cinq quartiers depuis Montravel et sa cité majoritairement kanak de Pierre-Lenquette face à l'usine de la SLN, au nord du Centre-ville, jusqu'aux limites nord-est de la commune. 
De même, en sa mémoire, les délégués de la CPS décident de maintenir le siège de la CPS à Nouméa. Le centre de conférence principal de ses nouveaux locaux, inaugurés en 1995, prend également le nom de l'ancien préfet kanak, avec une plaque commémorative.
Enfin, en 2009, le nouveau catamaran desservant l'île de Tiga depuis Lifou et Ouvéa est baptisé Ieneïc, reprenant ainsi le nom coutumier de Jacques Iekawé.